# 審判 (1963年のラジオドラマ)
『審判』（しんぱん）は、安部公房脚本のラジオドラマ。西村晃主演で1963年（昭和38年）11月24日（日曜日）に文化放送「現代劇場」で放送された。放送時間は18:00 - 18:30。乗船して取材した船員たちの声や航海の音に台詞を加えて、ドキュメンタリータッチで構成された作品である。昭和38年度芸術祭ラジオ部門参加作品。脚本テキストは、1970年（昭和45年）6月5日に大光社より刊行された。

## あらすじ
汽船・ホーアン丸と汽船・トーコー丸の衝突事件、ならびに汽船・第三ワカバ丸の安全阻害事件の裁判の審判が、審判官・神山伸一から言い渡された。受審人・木村修一船長は、事件の回想をする。
その日、昭和38年9月6日、台風が近づいてきていたが、会社は出航をおくらせると損失がかかるので、再三出航の見込みを船長に問い合わせていた。台風の進路がまだ定かではなかったので、出航の見きわめは難しかった。来年停年となる船長は今まで二度、出航用意を取り消したことがあったが、台風が進路を変えて取り越し苦労だったことがあった。
今回船長は、間抜けな臆病者と思われたくない気持もあって出航を指令した。二等航海士のミスで接続ピンの確認に手間どり、やや遅れてホーアン丸は横浜港を出航した。航路は混んでいた。小さな汽船・第三ワカバ丸の横切りにより進路を狂わされたホーアン丸は、狭い通路を進んでいたが、停泊船の影からやって来た大型船と衝突してしまう。衝突までの間、船長の脳裡には自分の責任の所在のことなどが様々に錯綜する…。

## スタッフ
- 作・脚本：安部公房
- 演出：山口正道
- 音楽：湯浅譲二
- 取材協力：三井船舶、春日山丸、宝永山丸、松安丸、三鈴丸、芝浦通船

## キャスト
- 船長・木村修一：西村晃
- 一等航海士：横森久
- 二等航海士：矢野宣
- 審判官・神山伸一：印南喬

ほか

## 初版刊行本
『現代文学の実験室1 安部公房集』（大光社、1970年6月5日）